# John Fleming (Zoologe)
John Fleming (* 10. Januar 1785 in Bathgate, Linlithgowshire, Schottland; † 18. November 1857 in Edinburgh) war ein schottischer Zoologe (Malakologe), Naturalist und Geologe. Sein offizielles botanisches Autorenkürzel lautet „Fleming bis“.

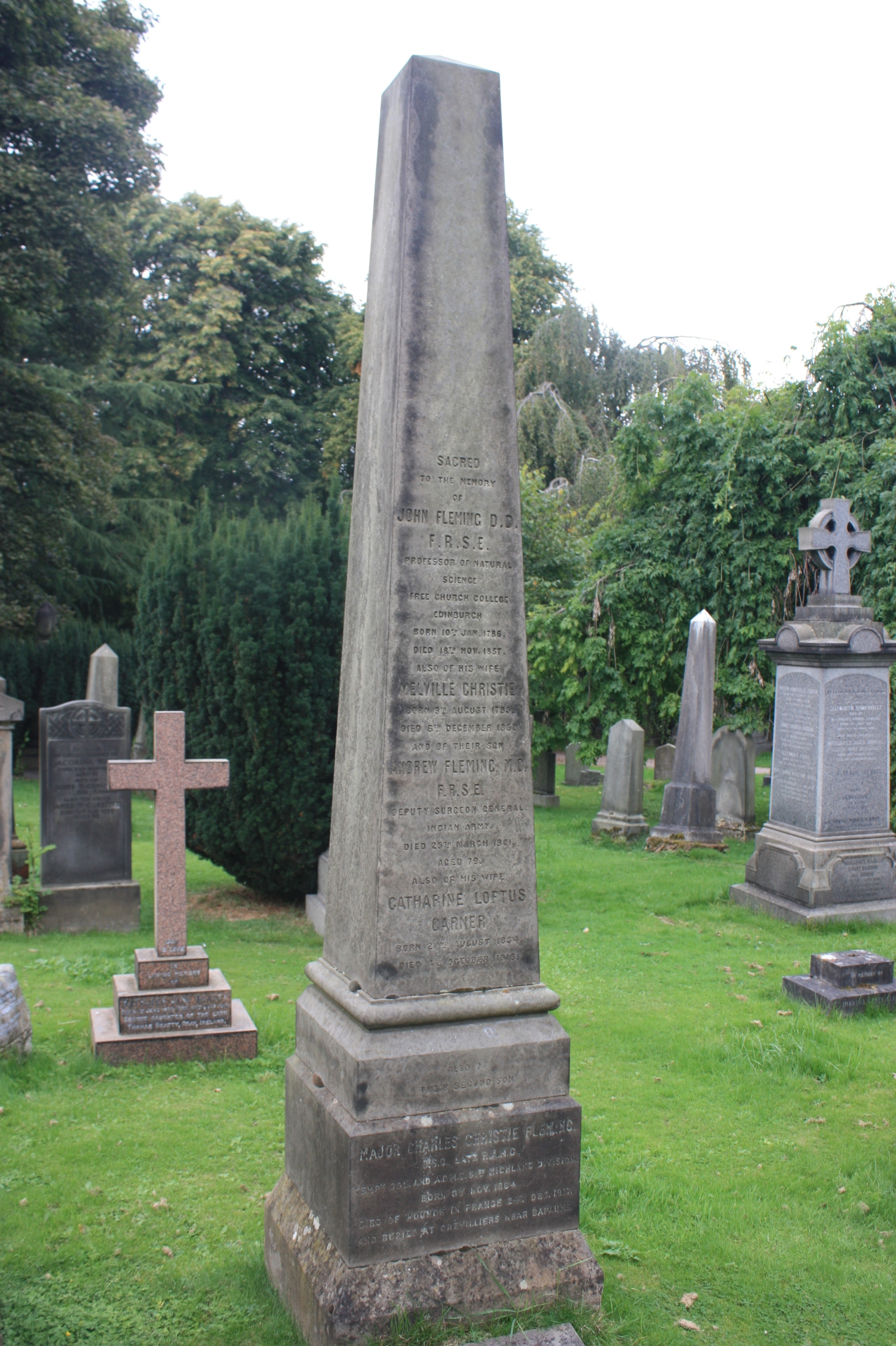
Grab von John Fleming, Dean Cemetery, Edinburgh

## Leben und Wirken
Fleming beendete 1805 sein Studium an der Universität Edinburgh. Er war Pfarrer der Church of Scotland und wurde 1808 ordiniert. Danach hatte er verschiedene Pfarrstellen in Schottland bis 1834 inne, als er Professor für Naturphilosophie am King’s College der University of Aberdeen wurde. 1845 wurde er Professor für Naturgeschichte am New College in Edinburgh. 1814 wurde er an der University of St. Andrews in Theologie promoviert (Doctor of Divinity, D.D.).
Fleming war der Erste, der 1831 im Old-Red-Sandstein in der schottischen Region Fife fossile Überreste von Fischen entdeckte. Er war Autor der Bücher The Philosophy of Zoology (1822) und A History of British Animals (1828), in denen er die Ansicht vertrat, fossile Tiere wären durch Klimaänderungen ausgestorben. Außerdem schrieb er noch Insecta. In: Supplement to the fourth, fifth and sixth editions of the Encyclopae-dia Britannica, with preliminary dissertations on the history of the sciences (1821). Zeit seines Lebens interessierte er sich auch noch für die Theologie und versuchte religiöse Annahmen, wie die Sintflut, mit wissenschaftlichen Tatsachen zu verbinden. Er war mit William Buckland in einen Disput über die Rolle der Sintflut beim Massenaussterben oder in der Formung von Landschaften verwickelt. Laut Fleming war die Sintflut der Bibel nach keine plötzliche Katastrophe, sondern lief eher graduell ab.
Am 25. Februar 1813 wurde Fleming als Mitglied („Fellow“) in die Royal Society und am 24. Januar 1814 in die Royal Society of Edinburgh gewählt. Er war auswärtiges Mitglied der Wernerian Natural History Society in Edinburgh.
Er benannte einige Taxa von Mollusken (wie Conoidea).

## Schriften
- The Philosophy of Zoology; or A General View of the Structure, Functions, and Classification of Animals. 2 Bände. A. Constable u. a., Edinburgh u. a. 1822, Digitalisat Bd. 1, Digitalisat Bd. 2.
- Insecta. In: Supplement to the fourth, fifth and sixth editions of the Encyclopædia Britannica. With preliminary dissertations on the history of the sciences. Band 5. A. Constable u. a., Edinburgh u. a. 1824, S. 41–56, Digitalisat.
- A History of British animals, exhibiting the descriptive characters and systematical arrangement of the genera and species of quadrupeds, birds, reptiles, fishes, mollusca, and radiata of the United Kingdom; including the indigenous, extirpated, and extinct kinds, together with periodical and occasional visitantsm. Bell & Bradfute u. a., Edinburgh u. a. 1828, Digitalisat.
- The Temperature of the Seasons, and Its Influence on Inorganic Objects, and on Plants and Animals. Johnstone & Hunter, London u. a. 1851, Digitalisat.
- Molluscous animals, including shell fish; containing an exposition of their structure, systematical arrangement, physical distribution and diatetical uses; with a reference to the extinct races. Forming the article „Mollusca“ in the 7th ed. of the Encyclopædia britannica. Black, Edinburgh 1837, Digitalisat.